# Vackertjärnen (Stensele socken, Lappland)
Vackertjärnen är en sjö i Storumans kommun i Lappland och ingår i Umeälvens huvudavrinningsområde.